# CentiMorgan
En genética, el centimorgan (cM) o unidad de mapa (m.u.) es la unidad para medir ligamiento. Esta definido como la distancia entre posiciones cromosómicas (también llamadas loci o marcadores) para la cual el número esperado promedio de entrecruzamientos cromosómicos que intervienen en una generación simple es 0.01. Es, a menudo, utilizado para inferir distancia a lo largo de un cromosoma. Sin embargo, no es una distancia física verdadera. 
Se trata de una unidad indivisible: el prefijo centi-, en este caso, no significa centésima parte de Morgan. Equivale a un 1% de frecuencia de recombinación, o lo que es lo mismo, a 1 unidad de mapa. 

## Etimología
El centimorgan fue nombrado en honor del genetista estadounidense Thomas Hunt Morgan (estableció la teoría cromosómica de la herencia, descubrió la determinación cromosómica del sexo y realizó el primer mapa genético) por J. B. S. Haldane. Sin embargo, su unidad pariente, el morgan, es raramente utilizado hoy en día.
Fue acuñado por Alfred Sturtevant, colaborador de Morgan, que empleó el prefijo centi- para darle un toque más "científico". Los investigadores estadounidenses no empleaban el sistema internacional por entonces.

## Relación a distancia física
El número de pares de bases al cual corresponde varía ampliamente a través del genoma (regiones diferentes de un cromosoma tienen propensiones diferentes hacia el entrecruzamiento cromosómico) y también depende en si la meiosis en la cual el entrecruzamiento cromosómico toma lugar es una parte de la ovogénesis (formación de gametos femeninos) o espermatogénesis (formación de gametos masculinos).
Un centimorgan corresponde a cerca de 1 millón pares de base en humanos en promedio. La relación es únicamente bruta, ya que la distancia cromosómica física correspondiente a un centimorgan varía de lugar a lugar en el genoma, y también varía entre masculino y femenino ya que la recombinación durante la formación del gameto femenino es significativamente más frecuente que en el masculino. Kong et al. calcularon que el genoma femenino es 4460 cM de largo, mientras el genoma masculino es solo 2590 cM de largo. El Plasmodium falciparum tiene un promedio de distancia de recombinación de ~15 kb por centimorgan: marcadores separados por 15 kb de ADN (15,000 nucleótidos). Note que genes no sintéticos (genes residentes en cromosomas diferentes) están intrínsecamente desvinculados y las distancias cM no son aplicables a ellos.

## Relación a la probabilidad de recombinación
Ya que la recombinación genética entre dos marcadores es detectada solo si hay un número impar de entrecruzamiento cromosómico entre los dos marcadores, la distancia en centimorgan no se corresponde exactamente a la probabilidad de recombinación genética. Asegurando la función mapa de J. B. S. Haldane, en la cual el número de entrecruzamientos cromosómicos esta distribuido de acuerdo a la distribución de Poisson, una distancia genética de ({\displaystyle d}) centimorgans llevará a un número impar de entrecruzamientos cromosómicos, y así a una recombinación genética detectable, con probabilidad
|                         | Probabilidad |
| ----------------------- | --- |
| Planteamiento           | {\displaystyle P({\text{recombinación}}\|{\text{ligamiento de }}d{\text{ cM}})}                                 |
| Distribución de Poisson | {\displaystyle \sum _{k=0}^{\infty }\ P(2k+1{\text{ entrecruzamientos}}\|{\text{ligamiento de }}d{\text{ cM}})} |
| Fórmula                 | {\displaystyle \sum _{k=0}^{\infty }e^{-d/100}{\frac {(d/100)^{2\,k+1}}{(2\,k+1)!}}}                            |
| Simplificando           | {\displaystyle e^{-d/100}\sinh(d/100)}                                                                          |
| Desarrollando el sinh   | {\displaystyle {\frac {1-e^{-2d/100}}{2}}}                                                                      |

La probabilidad de recombinación es aproximadamente d/100 para valores pequeños de d y se aproxima 50% cuando d va al infinito.
La fórmula puede ser invertida, dando la distancia en centimorgans como una función de la probabilidad de recombinación:{\displaystyle d=50\ln \left({\frac {1}{1-2\ P({\text{recombinación}})}}\right)\,.}
- Datos: Q284100